# Acquedotto dell'Acqua Paola
L'acquedotto dell'Acqua Paola (Aqua Paula) è un acquedotto edificato a Roma nel 1608, ed entrato in funzione nel 1612, attraverso il ripristino di antiche condotte costruite dall'Imperatore Traiano. La sua realizzazione, affidata a Giovanni Fontana e Flaminio Ponzio, era finalizzata all'approvvigionamento idrico delle zone adiacenti al Gianicolo, Trastevere e  del borgo vaticano.

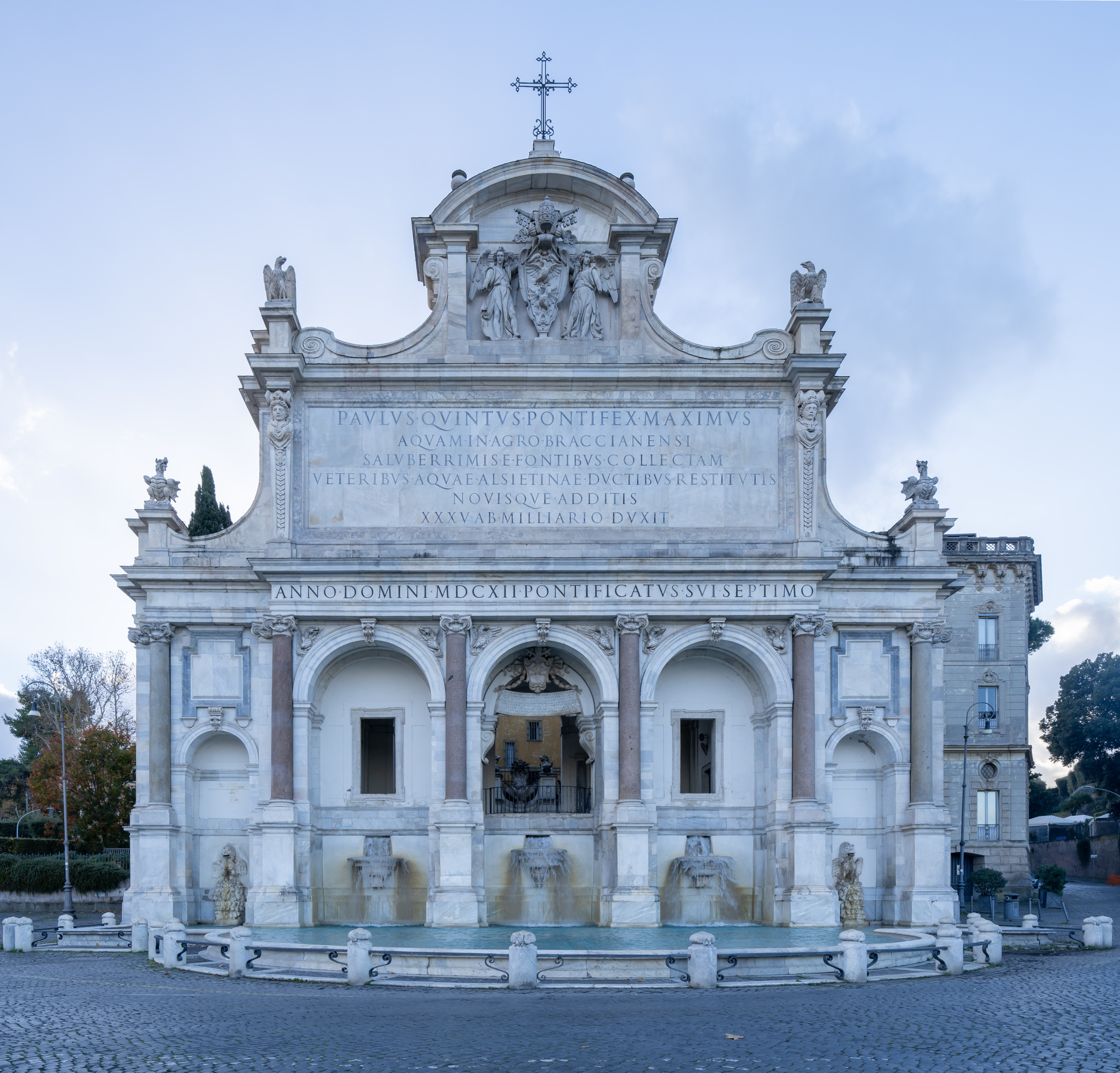
Il fontanone dell’Acqua Paola

## Le sorgenti
Le sue acque venivano captate da sorgenti intorno al lago di Bracciano. L'opera lunga 57 chilometri, voluta da papa Paolo V e realizzata tra il 1608 e il 1612, venne a costare 4.000 scudi. Il punto esatto dove le acque venivano captate è ancora oggetto di ricerca e studio. 
Nel 1673 il duca Flavio Orsini ottenne dal papa Clemente X la somma di 25.000 scudi in cambio della captazione nell'acquedotto delle acque del lago in una zona di sua proprietà. In questo modo l'acqua dell'acquedotto perse l'originale purezza, tanto che divenne proverbiale il detto valere come l'acqua paola.
Nel 1829 anche le acque del lago di Martignano furono immesse nell'acquedotto, provocando un ulteriore degrado della qualità delle sue acque, tanto che nel XIX secolo veniva utilizzato per lo più per usi industriali.

## Il percorso
Per lungo tempo si pensò che l'acquedotto riutilizzato fosse quello di Augusto, e solo nel 1830, con il ritrovamento di una iscrizione su di una lastra di travertino a La Storta,  si scoprì che si trattava dell'acquedotto di Traiano, il cui percorso si sviluppava per lo più sottoterra e solo nell'ultimo tratto su arcuazioni per oltrepassare le alture.
Lungo il percorso affiancava tratti del tracciato della via Clodia, della via Cassia, della via Trionfale e della via Aurelia, dove fu costruita una diramazione che alimentava il borgo vaticano. Un prolungamento del condotto scendeva a valle e attraversava il Tevere sul ponte Sisto; nel corso degli anni l'acquedotto fu più volte "prolungato", arrivando a servire zone di Prati e Testaccio.
L'acquedotto dell'Acqua Paola giungeva a Trastevere dopo un percorso di 57 km, alimentando, tra l'altro, la fontana di piazza Trilussa, il Mascherone di via Giulia e le fontane di Piazza Farnese. Terminata l'opera, quando si aprì per la prima volta il flusso dell'acqua sul Gianicolo, la pressione risultò inaspettatamente alta, tanto che l'acqua inondò i terreni sul lato orientale del colle.

## Restauri
Nel 1789 furono restaurati i condotti di captazione nel lago di Bracciano.